# Südkoreanische Badmintonmeisterschaft 1965
Die Südkoreanische Badmintonmeisterschaft 1965 fand in Seoul statt. Es war die siebente Austragung der nationalen Titelkämpfe von Südkorea im Badminton.

## Titelträger
| Disziplin    | Sieger                       |
| ------------ | ---------------------------- |
| Herreneinzel | Ro Choung-kwon               |
| Dameneinzel  | Lee Young-soon               |
| Herrendoppel | Kim Ei-kwon Han Soung-kwy    |
| Damendoppel  | Lee Kyung-suk Kim So-woon    |
| Mixed        | Nha Dae-soung Lee Young-soon |